# Travel
Travel è il decimo EP del girl group sudcoreano Mamamoo. 
Distribuito da Kakao M e pubblicato il 3 novembre 2020 sotto RBW Entertainment, l'EP contiene sei tracce, inclusi i singoli Dingga e AYA.

## Tracce
1. Travel – 3:32 (testo: Kim Do-hoon, Park Woo-sang, Moonbyul – musica: Kim Do-hoon, Park Woo-sang)
2. Dingga – 2:59 (testo: Kim Do-hoon, Park Woo-sang, Moonbyul – musica: Kim Do-hoon, Park Woo-sang, Hwasa)
3. AYA – 3:31 (Kim Do-hoon, Lee Sang-ho, Moonbyul)
4. Chuck – 3:17 (testo: Kim Do-hoon, TENTEN, Moonbyul – musica: Kim Do-hoon, TENTEN)
5. Diamond – 2:40 (testo: Kim Eana, Park Woo-sang – musica: Kim Do-hoon, Park Woo-sang)
6. Good Night – 4:09 (testo: Jeon Dawoon, Coco Tofu Dad, Moonbyul – musica: Jeon Dawoon, Coco Tofu Dad)

Traccia bonus dell'edizione fisica
1. Wanna Be Myself – 3:24 (Cosmic Sound, Cosmic Girl)

Tracce bonus dell'edizione giapponese
1. AYA (Japanese Version) – 3:31 (Kim Do-hoon, Lee Sang-ho, Moonbyul)
2. Dingga (Japanese Version) – 2:59 (testo: Kim Do-hoon, Park Woo-sang, Moonbyul – musica: Kim Do-hoon, Park Woo-sang, Hwasa)
3. Just Believe In Love – 2:48 (testo: Yu-ki Kokubo, Lauren Kaori, Moonbyul – musica: Yu-ki Kokubo, Lauren Kaori, Stone, Bridge, Axel Hallstorm, Damien Hall)

## Classifiche

### Classifiche settimanali
| Classifica (2020) | Posizione massima |
| ----------------- | ----------------- |
| Corea del Sud     | 2                 |

### Classifiche di fine anno
| Classifica (2020) | Posizione |
| ----------------- | --------- |
| Corea del Sud     | 50        |